# Rolf-Dieter Arens
Rolf-Dieter Arens (* 16. Februar 1945 in Zinnwald) ist ein deutscher Hochschullehrer und Pianist. Von  2001 bis 2010 war er Rektor an der Hochschule für Musik Franz Liszt Weimar.

## Leben
Mit fünf Jahren erhielt Rolf-Dieter Arens seinen ersten Klavierunterricht. Sein Studium an der Hochschule für Musik Leipzig absolvierte er von 1963 bis 1968 bei H. Volger (Klavier) und bei L. Schuster (Kammermusik). Von 1970 bis 1986 lehrte er das Fach Klavier an den Musikhochschulen in Leipzig und Weimar, von 1986 bis zu seiner Emeritierung 2011 war er ordentlicher Professor für Klavier an der Hochschule für Musik Franz Liszt in Weimar. Von 1986 bis 1991 wirkte er als Solist beim Berliner Sinfonieorchester. Er war Mitglied der Jury des Santander Paloma O’Shea Klavierwettbewerbs im Jahr 1987. 1995 gründete er die Kammermusikvereinigung Weimarer Solisten.
Seit 2011 ist Arens Präsident der Kulturstiftung Leipzig.

## Auszeichnung
- 1982: Kunstpreis der DDR
- 2014: Verdienstorden des Freistaats Thüringen